# アメデオ・カルボーニ
アメデオ・カルボーニ（Amedeo Carboni, 1965年4月6日 - ）は、イタリア・アレッツォ出身の元サッカー選手。選手時代のポジションはディフェンダー。

## 経歴
地元アレッツォでデビューを果たした後、幾つかのクラブを転々とし、1987-88シーズンに所属したパルマにて初めてコンスタントに出場機会を得る。翌シーズンに移籍したサンプドリアでブレイクを果たし、1990-91シーズンからASローマに移籍、7シーズンの間、左サイドのレギュラーを務めた。この活躍が認められた形で、1992年3月25日の、ドイツ戦でイタリア代表として初キャップを記録。暫く代表から遠のいていたが、1994年のワールドカップ後はレギュラーに限りなく近い選手となり、1996年のUEFA EURO '96にはローマから唯一選出された選手となった。イタリアの全3試合のうち、2試合に起用された。ローマ退団までの間に18キャップを記録する。
1997年、32歳と既にベテランに差し掛かっていたが、サンプドリア時代のチームメート、ビクトル・ムニョスの勧めもあって、バレンシアCFに移籍。9月8日のFCバルセロナ戦でデビューするが、2枚のイエローカードを受けて退場し、チームも0-3で敗戦するという印象の悪いデビュー戦となった。翌1998-99シーズン、UEFAインタートトカップで優勝。更にコパ・デル・レイでもアトレチコ・マドリードを破って優勝を果たした。豊富な経験を生かしたオーバーラップと、年齢を感じさせないスタミナはバレンシアCFにおいても不可欠なものとなり、不動の左サイドバックとして定着。更に、同リーグで活躍していたルイス・フィーゴを1対1で完全に封じることのできる唯一と言ってもいい選手であり、チームにとって非常に貴重な存在であった。1999-2000シーズンのUEFAチャンピオンズリーグ決勝は出場停止で出場が出来ず、チームはレアル・マドリードに0-3で敗れた。2000-01シーズンにもUEFAチャンピオンズリーグ決勝に進出、1-0とリードしたが、ペナルティーエリアでハンドを取られPKを献上し、1-1とされ、PK戦でもPKを失敗した3選手の一人となり、優勝を逃した。2003-04シーズンのUEFAカップ決勝のオリンピック・マルセイユ戦でも先発して優勝、3度目の国際タイトルを獲得した。そして2001-02・2003-04シーズンのリーガ・エスパニョーラ制覇と黄金期を築いたチームの精神的支柱としてプレーした。欧州カップ戦の出場試合数は100を越え、UEFAカップの優勝によって欧州カップ戦史上最高齢で優勝を果たした選手という記録も保持している。引退前のシーズンこそ出場機会が減ったが、2005年10月23日には40歳6ヶ月と17日というドナトの持っていたリーガ最高齢出場記録を更新するなど、引退間際まで精悍にプレーした。2005-06シーズン最終節にも出場し、41歳と41日で現役時代に幕を下ろしている。
引退後はすぐにバレンシアのスポーツダイレクター (SD) に就任し、3年間職務を務めた。この間、クリスティアーノ・ロナウドの獲得に迫ったが、レアル・マドリードに奪われた。
2010-11シーズンからインテルナツィオナーレ・ミラノの監督に就任した、バレンシア時代の恩師ラファエル・ベニテスに誘われ、インテルのアドバイザーに就任。ベニテス退任後は1シーズンのみ同クラブでテクニカルコーチを勤めた。現在はフリー。

## タイトル
サンプドリア
- コッパ・イタリア : 1988-89
- UEFAカップウィナーズカップ : 1989-90

ASローマ
- コッパイタリア : 1990-91

ヴァレンシア
- プリメーラ・ディビシオン : 2001–02, 2003–04
- コパ・デル・レイ : 1998–99
- スーペルコパ・デ・エスパーニャ : 1999
- UEFAカップ : 2003-04
- UEFAスーパーカップ : 2004
- UEFAインタートトカップ : 1998